# Constancio I
Flavio Valerio Constancio (en latín: Flavius Valerius Constantius; Dardania, 31 de marzo de c. 250-Eboracum, Britania, 25 de julio de 306), conocido comúnmente como Constancio I o como Constancio Cloro, fue emperador del Imperio romano desde 293 hasta 305 como césar y desde 305 hasta 306 como augusto. Los historiadores bizantinos le añadieron el epíteto Cloro, con el que se le conoce comúnmente.  Fue el padre del emperador Constantino I el Grande y fundador de la dinastía Constantiniana.
Como césar derrotó al usurpador Alecto en Britania y dirigió muchas campañas militares a lo largo del Limes Germanicus, en la frontera del Rin, derrotando a los alamanes y a los francos. Cuando ascendió al rango de augusto tras la abdicación de Diocleciano en 305, Constancio lanzó diversas campañas punitivas con éxito contra los pictos, más allá de la Muralla de Antonino. Sin embargo, Constancio murió de forma repentina en Eburacum (York) en el año siguiente. Su muerte sería el desencadenante del colapso de la tetrarquía, el sistema de gobierno instaurado por el emperador Diocleciano.

## Vida

### Primeros años

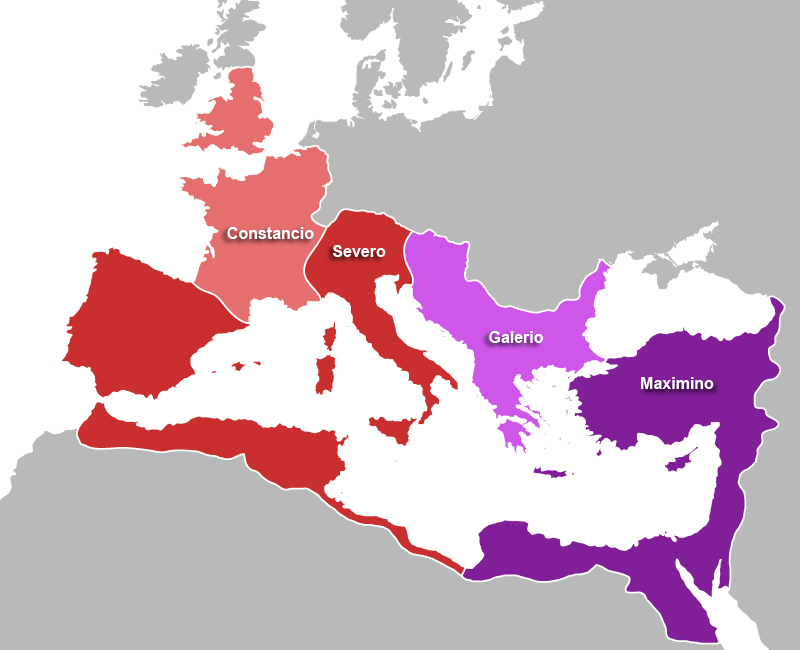
Imperio romano en 305.

De origen ilírico, su vida de juventud nos es en gran parte desconocida. La Historia Augusta considera que Constancio era el hijo de Eutropio, un noble del norte de Dardania, y de Claudia, una sobrina de los emperadores Claudio II y Quintilo. Los historiadores modernos dudan de la veracidad de su conexión genealógica por parte de madre con los emperadores anteriores y consideran que podría tratarse de una invención de su hijo Constantino I con la finalidad de legitimar su dinastía, siendo su madre de orígenes humildes. Su padre, sin embargo, pudo haber sido el hermano de Eutropia, la esposa de Maximiano. En 272 casó con Helena, la madre de Constantino, cuyo origen exacto es discutido también por los historiadores. 
Constancio fue miembro de los Protectores Augusti Nostri bajo el gobierno del emperador Aureliano y luchó en oriente contra la secesión del Imperio de Palmira. Se considera como una invención la posibilidad que apunta la Historia Augusta de que hubiera sido nombrado dux durante el gobierno de Probo, pero sí alcanzó el rango de tribuno en el ejército, y durante el gobierno de Caro alcanzó el puesto de Praeses, o gobernador, de la provincia de Dalmacia. Se ha conjeturado con la posibilidad de que cambiase de bando para apoyar al emperador Diocleciano justo antes de que este derrotara a Carino, el hijo de Caro, en la batalla del río Margus en julio de 285.
En el año 286 Diocleciano ascendió a su colega militar, Maximiano, hasta el rango de coemperador de las provincias occidentales, mientras que Diocleciano se encargaba de gobernar la parte oriental del imperio, comenzando el proceso que finalmente terminaría con la división del Imperio romano en dos mitades, el Imperio romano de occidente y el Imperio bizantino, también llamado Imperio romano de oriente. Hacia el año 288, habiendo terminado su periodo como gobernador, Constancio había sido nombrado Prefecto del Pretorio de occidente, bajo el mando de Maximiano. En 287 y 288 Constancio, a las órdenes de Maximiano, se involucró en la guerra contra los alamanes, dirigiendo ataques contra el territorio de las tribus bárbaras cruzando el Rin y el Danubio. Con la finalidad de fortalecer los vínculos entre el emperador Maximiano y su poderoso súbdito y líder militar, en 289 Constancio se divorció de su esposa (o concubina) Helena y contrajo matrimonio con la hija del emperador, Flavia Maximiana Teodora.

### Gobierno como César
En el año 293, Diocleciano autorizó a Maximiano a ascender al rango de césar a Constancio, mientras que él hacía lo propio con Galerio, en un nuevo reparto de poder conocido como la tetrarquía. Diocleciano dividió la administración del Imperio romano en dos mitades, la mitad occidental y la mitad oriental, estando cada una de ellas gobernada por un augusto (Diocleciano en oriente y Maximiano en occidente). Estos, a su vez, contaban con el apoyo de un césar, o emperadores junior, que a su vez heredarían el poder a la muerte del augusto.
En Milán, el 1 de marzo de 293, Constancio fue nombrado oficialmente césar de Maximiano. Adoptó los nombres Flavio Valerio y recibió el mando de la Galia, Britania y puede que también Hispania. Aproximadamente por las mismas fechas, puede que el 21 de mayo de 293, Diocleciano nombró césar a Galerio en la ciudad de Filipópolis. Constancio era el césar de mayor edad, por lo que siempre aparecía primero en los documentos oficiales. Constancio ubicó su capital en Augusta Treverorum.
Su primer trabajo en su nueva posición imperial sería hacer frente al usurpador Carausio, que había sido proclamado emperador por sus tropas y se había hecho fuerte en Britania y en el norte de la Galia en 286. A finales del año 293, Constancio derrotó a las tropas de Carausio en la Galia, capturando la ciudad de Boulogne-sur-Mer. Esta derrota precipitó el asesinato de Carausio por su rationalis Alecto, que asumió el control de las provincias británicas hasta su muerte en 296.

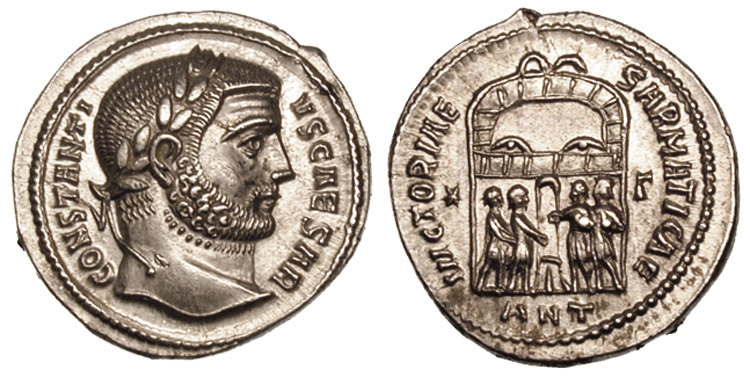
Al dorso de esta moneda (argenteus) emitida en Antioquía bajo Constancio I Cloro, los tetrarcas ofrecen sacrificios para celebrar la victoria contra los sármatas.

Constancio dedicó los dos años siguientes a neutralizar la amenaza de los francos, que estaban aliados con Alecto, y dado que el norte de la Galia siguió bajo el control del usurpador al menos hasta 295. También luchó contra los alamanes, consiguiendo algunas victorias en la desembocadura del Rin en 295. Debido a cuestiones administrativas también realizó al menos un viaje a Italia ese año. Sólo cuando consideró que ya estaba preparado (y cuando Maximiano llegó para relevarle en la defensa de la frontera del Rin) zarpó con sus dos flotas de invasión para cruzar el Canal de la Mancha. La primera de las flotas fue puesta al mando de Julio Asclepiodoto, su prefecto del pretorio, que zarpó de la desembocadura del Sena. La segunda flota, dirigida por el propio Constancio, zarpó de la base en Boulogne-sur-Mer.
La flota de Asclepiodoto llegó a tierra cerca de la isla de Wight, y su ejército se enfrentó al de Alecto en una batalla en la que las tropas británicas fueron derrotadas y en la que el propio Alecto murió. Constancio, mientras tanto, ocupaba la ciudad de Londres, salvando a la ciudad de un ataque de los mercenarios francos que estaban ahora sueltos por la provincia sin el control de quien les había contratado. Constancio los masacró.
Constancio permaneció en Britania durante algunos meses, reemplazando a la mayoría de los altos cargos de Alecto y, es probable que en esa época procediera a subdividir las provincias británicas de acuerdo con las reformas administrativas de Diocleciano en el resto del imperio. El resultado fue la división de Britania Superior en Maxima Caesariensis y Britania Prima, y de Britania Inferior en Flavia Caesariensis y Britania Secunda. También reconstruyó el muro de Adriano y sus fuertes.
Entrado ya el año 298, Constancio luchó en la batalla de Lingones (Langres) contra los alamanes. Se vio sometido a un asedio en la ciudad, pero fue liberado por sus tropas pasadas unas seis horas de resistencia. Después derrotó al ejército enemigo. Les derrotó de nuevo en la batalla de Vindonissa (Windisch, Suiza), fortaleciendo las defensas de la frontera del Rin. En el año 300 luchó contra los francos en la frontera del Rin, y como parte de su estrategia para apuntalar las defensas Constancio asentó a los francos derrotados en aquellas partes de la Galia que se habían visto devastadas como forma de repoblar estas áreas del imperio. En cualquier caso, durante los siguientes tres años Constancio siguió centrado en la defensa de la frontera del Rin.
En el año 303 Constancio se vio en la necesidad de afrontar los edictos imperiales de Diocleciano que desencadenaban la persecución de los cristianos. Promulgada por Diocleciano, la persecución estaba fuertemente apoyada por Galerio. De los cuatro tetrarcas, Constancio —devoto del Sol Invictus— parece ser el que menos esfuerzos hizo por llevar a la práctica los decretos de estos edictos en las provincias occidentales, a las que se extendía su autoridad directa, limitándose a demoler algunas iglesias cristianas.

## Gobierno como Augusto y muerte

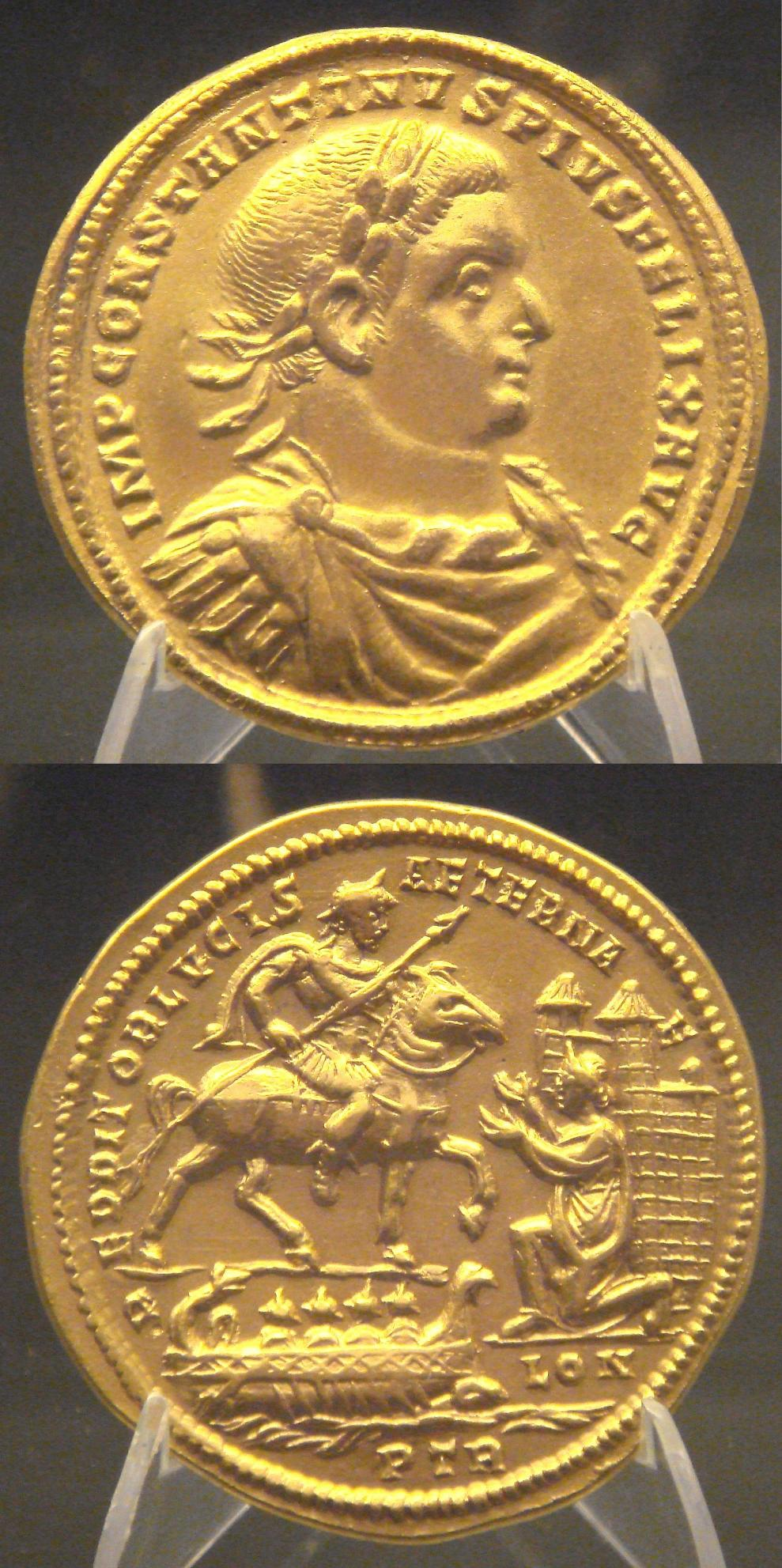
Medalla conmemorativa de la captura de Londres por Constancio I tras derrotar a Alecto.

Entre los años 303 y 305, Galerio comenzó a maniobrar políticamente con el fin de asegurarse la posibilidad de acaparar el poder de Constancio una vez que Diocleciano dejara el poder. En 304, Maximiano se reunió con Galerio, probablemente para discutir el problema de la sucesión, y Constancio no fue invitado o no fue capaz de acudir a la reunión debido a la situación en la frontera. Aunque antes de 303 parecía haber un acuerdo tácito entre los tetrarcas para que fueran el hijo de Constancio, Constantino, y el de Maximiano, Majencio, quienes ascendieran al rango de César una vez que Diocleciano y Maximiano dejaran el poder, a finales de 304 Galerio había logrado convencer a Diocleciano (quien a su vez convenció a Maximiano) para nombrar a los candidatos de Galerio: Severo II y Maximino Daya, como nuevos césares.
Diocleciano y Maximiano abdicaron como emperadores el 1 de mayo de 305, posiblemente debido a problemas de salud de Diocleciano. Frente a los ejércitos, convocados en Milán, Maximiano se quitó la toga púrpura y se la entregó a Severo, el nuevo César, y proclamó a Constancio nuevo Augusto. La misma escena tuvo lugar en Nicomedia, con Diocleciano como protagonista. Constancio, como emperador sénior, gobernó el imperio occidental, mientras que Galerio gobernaba las provincias orientales. Constantino, defraudado de no haber sido nombrado César, dejó la corte de Galerio en el momento en que Constancio, que estaba enfermo, le pidió que dejase ir a su hijo para que volviera con él. Constantino se unió a la corte de su padre en la costa de la Galia, en el momento en que se encontraba preparando una campaña en Britania.
En 305 Constancio cruzó el Canal de la Mancha para llegar a Britania, viajó hasta el extremo norte de la isla y lanzó una expedición militar contra los pictos, tras la que se arrogó el título honorífico de Britannicus Maximus II el 7 de enero de 306. Se retiró a Eboracum (York) para pasar el invierno y, aunque planeaba continuar la campaña, murió el 25 de julio de ese año. En su lecho de muerte, Constancio recomendó a su ejército que adoptaran a su hijo como sucesor; por lo que las tropas le proclamaron emperador en York. Dejó entonces un imperio occidental dividido, con Constantino en el gobierno de Britannia y Severo en el de Roma.

## Familia
Constancio estuvo casado o tuvo como concubina a Elena, que probablemente procedía de Nicomedia, en Asia Menor. De este enlace nació Constantino.
Más tarde se separó o divorció de Elena y se casó con Flavia Maximiana Teodora, hija de Maximiano. Tuvieron seis hijos:
- Flavio Dalmacio
- Julio Constancio
- Anibaliano
- Flavia Julia Constancia
- Anastasia
- Eutropia